# 國家印刷廠公司

國家印刷厰公司是匈牙利和东欧地區銷售收入最高的安全印刷公司之一。先前，该公司生產傳統的印刷產品。時下，其業務活動侧重於文件安全產品和解決方案，塑膠卡片生產以及人性化，電子文件管理和大量的互動印刷。公司股票自2005年12月在布達佩斯股票交易所上市。

## 國家印刷厰的歷史

### 開始
匈牙利和哈普斯堡家族於1867年達成妥協之際，第一個獨立的匈牙利政府形成了，而國家印刷廠的合法前身是維也納帝國及宮廷和國家印刷公司的分支機構，而國家印刷廠在奧地利政府鎮壓1848-49 匈牙利革命和獨立戰爭後，在蒂米什瓦拉建立。
上述印刷廠於 1851 年開始運作，而且在印刷廠高度發達的該鎮中，成為最大的機構。憑藉其整套設備和大部分專家，印刷公司在 1868 年遷入布達皇宮的政府轄區，毗鄰政府部門，以便向匈牙利政府提供國家行政管理表格。在那些日子，財政部監督Hungarian Royal Cadastral Lithographic Printing House Institute and Map Collection（匈牙利皇家地籍簿的平面印刷厰和地圖收集），其製作並複製1868年地籍簿的(地籍簿) 測量和地圖，作為徵收土地稅的基礎。 1869 年，政府決定合併上述兩家印刷廠， 因為有必要解決費用票的國內生產，這對於財政部非常重要。由於合併和發展，實現了費用票快速和可靠生產的條件，這些費用票一直保密，直到形成出版物及其它的國家管理和國庫表格。 
新的機構被正式命名為匈牙利皇家國家印刷厰。

### 從 1901 年起名為國家印刷厰
在 1901年改組之後，公司名稱改為國家印刷厰。國家預算及其正當理由、撥款帳戶、重要帳單、財政公報，以及匈牙利國家鐵路局的時間表，均在國家印刷厰印刷。匈牙利的皇家國庫券、不同的財政部證券、國家本票、年金借款證、等級彩票、空白票據、國內外運費表，以及雪茄和煙草包裝材料，印花稅票也在那裡生產。匈牙利政府 1922 年建立了印鈔廠，1923 年8 月在國家印刷廠的建築物中開始印刷國內鈔票。在第二次世界大戰期間，印刷廠被用作戰時工廠，生產食物和燃料票據。戰後，郵局和鐵路文件，連同國家表格、公債和彩票，再次得以印刷。對於 1945 年選舉， 國家印刷厰印刷了選舉表格， 後來在1946年惡性通貨膨脹期間生產稅票。公司自從 1947 年起一直生產彩票表格和彩票。除了生產彩票表格和彩票之外， 每4年一次的選舉表格生產也成為生產業務的穩定部分。由於 1957 年的投資，產能擴大，而且質量提高，開始了多色印刷郵票的生產。在 1960年代，公司也開始出口郵票。 

### 第一枚匈牙利郵票 – 1871
對於公眾而言，郵票生產數十年間變成了國家印刷厰最知名的活動。在達成妥協之後，由於財務和管理的原因，匈牙利政府發現有必要使用自己的郵票支付郵政和辦公費用，從而強調國家主權。先前，這些費用只能由並行出版 (奧地利-匈牙利)的郵票來支付，郵票當然是在維也納生產的。費用票從 1869 年開始在匈牙利生產，在由獨立的財政部監管的國家印刷厰中進行。1867 年妥協的規定涉及郵政服務，在 5 月 1 日生效。匈牙利領土上的所有郵局受控於匈牙利郵政管理局。因此自然而然的要求獨立出版的匈牙利郵票應該張貼在匈牙利郵政的郵件上。當這個要求得到君主政府的核准，第一枚匈牙利的報紙郵票在 1868 年6月 20 日出版。然而，這是在維也納的印刷廠中印刷的，而且德語銘文可以從水印上看出來。郵票本身的銘文採用匈牙利語，而且郵票設計中，飾有武器和王冠的匈牙利語凃層。在國家印刷厰生產的首枚郵票，在國家印刷廠的郵票生產線開發之後，於1871年在匈牙利發行。 

### 國家印刷厰的今天
在政治轉變之後，大部分國家壟斷不復存在，針對先前專門由國家壟斷所生產的那些產品的競爭開始了。 隨著國家保護的結束，沒有其他選擇，只得再次考慮公司的情況。就這些事實而言，國家印刷厰在 1993 年進行了私有化。就公司的發展而言，大型工作區域和更多的現代和文明工作狀態必不可少，因此公司從靠近布達皇宮的建築物，遷入首都的另一個區域Kőbánya。新的印刷廠位于 Halom 街，並於1994 年 10 月 4 日正式開業。其中，國家印刷廠接管了SZÜV Continuous Form 印刷廠的設備和大部份雇員。 一個全新的部門從1997年便納入了國家印刷厰的資產組合中：塑膠卡片生產和人性化。 1998年初開始投資，一個全新的現代化工廠在Fátyolka街成立，並於2000 年進一步發展，能夠生產芯片卡。國家印刷厰在 1999 年建立文件安全實驗室，作為研發活動的中心。國家印刷厰在2007年開始國際擴展，與羅馬尼亞和保加利亞的當地合夥人建立合資企業，並在斯洛伐克和俄羅斯建立子公司。

### 產品
國家印刷厰的主要活動是安全產品的生產和解決方案，包括印花稅票、證券、食品券、郵票、紙質文件，以及文件安全實驗室的安全墨水和解決方案。國家印刷厰合作生產基於匈牙利卡片的身份證文件：個人身份證、駕照、車輛所有權備卡片， 以及學生身份證。除了基於卡片的文件之外，公司生產維薩和萬事達 EMV卡、預付卡，以及用於簽字的智慧卡。此外，它參與使用 RFID 技術產品的開發和生產。Állami Nyomda 集團進行人性化，為銀行和保險公司提供商用帳票， 也生產發票，提貨單，印刷和空白連續表格。Gyomai Kner 印刷厰屬於Állami Nyomda 集團，生産書籍、雜誌以及其它印刷品。

## 來源
- Geza Buzinkay: 有 150 年歷史的國家印刷厰， 2001， 國際標準圖書編號: 9638567414
- 國家印刷厰年報 2001
- 國家印刷厰網站: https://web.archive.org/web/20070804230559/http://www.allaminyomda.com/